# Premio NIN
Il premio NIN (in serbo Нинова награда?, Ninova nagrada) è un premio letterario serbo, in precedenza jugoslavo, assegnato a partire dal 1954 dalla rivista NIN alla migliore opera letteraria pubblicata in lingua serba.
Dalla sua fondazione il premio non è stato assegnato solo in un'edizione, nel 1959. Oskar Davičo è l'unico scrittore ad aver vinto per tre volte il premio (1956, 1963, 1964).

## Lista dei premiati
| foto | vincitore                     | libro                                                  | anno | ref |
| ---- | ----------------------------- | ------------------------------------------------------ | ---- | --- |
|      | Dobrica Ćosić                 | The Roots                                              | 1954 | https://www.nin.rs/nin-ova-nagrada/iz-arhive/41383/dobrica-cosic-koreni                                                         |
|      | Mirko Božić                   | Neisplakani                                            | 1955 | http://www.nin.co.rs/pages/roman.php?id=27704                                                                                   |
|      | Oskar Davičo                  | Concrete and Fireflies                                 | 1956 | http://www.nin.co.rs/pages/roman.php?id=27706                                                                                   |
|      | Aleksandar Vučo               | Мртве јавке                                            | 1957 | http://www.nin.co.rs/pages/roman.php?id=27708 http://www.gbns.rs/ninova.html                                                    |
|      | Branko Ćopić                  | Не тагувај бронзена стражо                             | 1958 | http://www.nin.co.rs/pages/roman.php?id=27710                                                                                   |
|      | Radomir Konstantinović        | Излазак                                                | 1960 | http://www.nin.co.rs/pages/roman.php?id=27714                                                                                   |
|      | Dobrica Ćosić                 | Divisions                                              | 1961 | http://www.gbns.rs/ninova.html http://www.nin.co.rs/pages/roman.php?id=27716                                                    |
|      | Miroslav Krleža               | Flags                                                  | 1962 | http://www.nin.co.rs/pages/roman.php?id=27718                                                                                   |
|      | Oskar Davičo                  | Hungers                                                | 1963 | http://www.nin.co.rs/pages/roman.php?id=27720                                                                                   |
|      | Oskar Davičo                  | Secrets                                                | 1964 | http://www.nin.co.rs/pages/roman.php?id=27722                                                                                   |
|      | Ranko Marinković              | The Cyclop                                             | 1965 | http://www.nin.co.rs/pages/roman.php?id=27724                                                                                   |
|      | Meša Selimović                | Death and the Dervish                                  | 1966 | http://www.gbns.rs/ninova.html http://www.nin.co.rs/pages/roman.php?id=27726                                                    |
|      | Erih Koš                      | Nets                                                   | 1967 | http://www.nin.co.rs/pages/roman.php?id=27728                                                                                   |
|      | Slobodan Novak                | Scents, Gold and Incense                               | 1968 | http://www.nin.co.rs/pages/roman.php?id=27730                                                                                   |
|      | Bora Ćosić                    | Улога моје породице у светској револуцији              | 1969 | http://www.nin.co.rs/pages/roman.php?id=27732                                                                                   |
|      | Borislav Pekić                | The Pilgrimage of Arsenij Njegovan                     | 1970 | http://www.nin.co.rs/pages/roman.php?id=27734 http://www.gbns.rs/ninova.html                                                    |
|      | Miloš Crnjanski               | A Novel about London                                   | 1971 | http://www.gbns.rs/ninova.html http://www.nin.co.rs/pages/roman.php?id=27736                                                    |
|      | Danilo Kiš                    | Hourglass                                              | 1972 | http://www.nin.co.rs/pages/roman.php?id=27738 http://www.gbns.rs/ninova.html                                                    |
|      | Mihailo Lalić                 | The Luck of War                                        | 1973 | http://www.nin.co.rs/pages/roman.php?id=27740                                                                                   |
|      | Jure Franičević-Pločar        | The Whirlpool                                          | 1974 | http://www.nin.co.rs/pages/roman.php?id=27742                                                                                   |
|      | Miodrag Bulatović             | Људи са четири прста                                   | 1975 | http://www.nin.co.rs/pages/roman.php?id=27744                                                                                   |
|      | Aleksandar Tišma              | The Use of Man                                         | 1976 | http://www.nin.co.rs/pages/roman.php?id=27746                                                                                   |
|      | Petko Vojnić Purčar           | Дом све даљи                                           | 1977 | http://www.nin.co.rs/pages/roman.php?id=27748                                                                                   |
|      | Mirko Kovač                   | Врата од утробе                                        | 1978 | http://www.nin.co.rs/pages/roman.php?id=27750                                                                                   |
|      | Pavle Ugrinov                 | Задат живот                                            | 1979 | http://www.nin.co.rs/pages/roman.php?id=27752                                                                                   |
|      | Slobodan Selenić              | Friends                                                | 1980 | http://www.nin.co.rs/pages/roman.php?id=27754                                                                                   |
|      | Pavao Pavličić                | Вечерњи акт                                            | 1981 | http://www.nin.co.rs/pages/roman.php?id=27756                                                                                   |
|      | Antonije Isaković             | Трен 2                                                 | 1982 | http://www.nin.co.rs/pages/roman.php?id=27758                                                                                   |
|      | Dragoslav Mihailović          | Чизмаши                                                | 1983 | http://www.nin.co.rs/pages/roman.php?id=27760                                                                                   |
|      | Milorad Pavić                 | Dizionario dei Chazari                                 | 1984 | http://www.nin.co.rs/pages/roman.php?id=27762 http://www.gbns.rs/ninova.html                                                    |
|      | Živojin Pavlović              | Зид смрти                                              | 1985 | http://www.nin.co.rs/pages/roman.php?id=27764                                                                                   |
|      | Vidosav Stevanović            | The Testament                                          | 1986 | http://www.nin.co.rs/pages/roman.php?id=27766                                                                                   |
|      | Voja Čolanović                | Зебња на расклапање                                    | 1987 | http://www.nin.co.rs/pages/roman.php?id=27768                                                                                   |
|      | Dubravka Ugrešić              | إجبار النهر                                            | 1988 | http://www.nin.co.rs/pages/roman.php?id=27770                                                                                   |
|      | Vojislav Lubarda              | Вазнесење                                              | 1989 | http://www.nin.co.rs/pages/roman.php?id=27777                                                                                   |
|      | Miroslav Josić Višnjić        | Одбрана и пропаст Бодрога у седам бурних годишњих доба | 1990 | http://www.nin.co.rs/pages/roman.php?id=27781                                                                                   |
|      | Milisav Savić                 | Хлеб и страх                                           | 1991 | http://www.nin.co.rs/pages/roman.php?id=27783                                                                                   |
|      | Živojin Pavlović              | Лапот                                                  | 1992 | http://www.nin.co.rs/pages/roman.php?id=27785                                                                                   |
|      | Radoslav Petković             | Судбина и коментари                                    | 1993 | http://www.nin.co.rs/pages/roman.php?id=27787                                                                                   |
|      | Vladimir Arsenijević          | U potpalublju                                          | 1994 | http://www.nin.co.rs/pages/romani.php?id=567                                                                                    |
|      | Svetlana Velmar-Janković      | Бездно                                                 | 1995 | http://www.nin.co.rs/pages/romani.php?id=567                                                                                    |
|      | David Albahari                | The Bait                                               | 1996 | http://www.nin.co.rs/pages/romani.php?id=567                                                                                    |
|      | Milovan Danojlić              | Ослободиоци и издајници                                | 1997 | http://www.nin.co.rs/pages/romani.php?id=567                                                                                    |
|      | Danilo Nikolić                | Фајронт у Гргетегу                                     | 1998 | http://www.nin.co.rs/pages/romani.php?id=567                                                                                    |
|      | Maksimilijan Erenrajh Ostojić | The Characteristic                                     | 1999 | http://www.nin.co.rs/pages/romani.php?id=567                                                                                    |
|      | Goran Petrović                | Die Villa am Rande der Zeit                            | 2000 | http://www.nin.co.rs/pages/romani.php?id=567                                                                                    |
|      | Zoran Ćirić                   | Hobo                                                   | 2001 | http://www.nin.co.rs/pages/romani.php?id=567                                                                                    |
|      | Mladen Markov                 | Burial of the father                                   | 2002 | http://www.nin.co.rs/pages/romani.php?id=567                                                                                    |
|      | Vladan Matijević              | Писац издалека                                         | 2003 | http://www.nin.co.rs/pages/romani.php?id=567                                                                                    |
|      | Vladimir Tasić                | Киша и хартија                                         | 2004 | http://www.nin.co.rs/pages/romani.php?id=567                                                                                    |
|      | Miro Vuksanović               | Семољ земља                                            | 2005 | http://www.nin.co.rs/pages/romani.php?id=567                                                                                    |
|      | Svetislav Basara              | The Rise and Fall of Parkinson's disease               | 2006 | http://www.nin.co.rs/pages/romani.php?id=567                                                                                    |
|      | Dragan Velikić                | The Russian Window                                     | 2007 | http://www.nin.co.rs/pages/romani.php?id=567                                                                                    |
|      | Vladimir Pištalo              | Tesla: A Portrait with Masks                           | 2008 | http://www.gbns.rs/ninova.html                                                                                                  |
|      | Grozdana Olujić-Lešić         | Voices in the Wind                                     | 2009 | http://www.nin.co.rs/pages/romani.php?id=567                                                                                    |
|      | Gordana Ćirjanić              | Оно што одувек желиш                                   | 2010 | http://www.nin.co.rs/pages/romani.php?id=567 http://www.gbns.rs/ninova.html                                                     |
|      | Slobodan Tišma                | Бернардијева соба                                      | 2011 | http://www.nin.co.rs/pages/romani.php?id=567                                                                                    |
|      | Aleksandar Gatalica           | The Great War                                          | 2012 | http://www.nin.co.rs/pages/romani.php?id=567                                                                                    |
|      | Goran Gocić                   | Tai                                                    | 2013 | http://www.nin.co.rs/pages/romani.php?id=567 http://www.nin.co.rs/pages/roman.php?id=90787                                      |
|      | Filip David                   | Кућа сећања и заборава                                 | 2014 | http://www.nin.co.rs/pages/romani.php?id=567                                                                                    |
|      | Dragan Velikić                | Истражител (роман)                                     | 2015 | http://www.nin.co.rs/pages/romani.php?id=567 http://www.politika.rs/scc/clanak/347407/Velikicu-Ninova-nagrada-za-roman-Islednik |
|      | Ivana Dimić                   | Arzamas                                                | 2016 | http://www.nin.co.rs/pages/romani.php?id=567                                                                                    |
|      | Dejan Atanacković             | Лузитанија                                             | 2017 | http://www.politika.rs/scc/clanak/397636/U-svakome-od-nas-obitava-poneka-zivotinja                                              |
|      | Vladimir Tabašević            | Заблуда Светог Себастијана                             | 2018 | http://www.nin.co.rs/pages/romani.php?id=567                                                                                    |
|      | Saša Ilić                     | Пас и контрабас                                        | 2019 | http://www.nin.co.rs/pages/romani.php?id=567                                                                                    |
|      | Svetislav Basara              | Контраендорфин                                         | 2020 | http://www.nin.co.rs/pages/romani.php?id=567                                                                                    |
|      | Milena Marković               | Деца (роман)                                           | 2022 | |
|      | Danica Vukićević              | Унутрашње море                                         | 2022 | https://www.politika.rs/scc/clanak/535109/Ninova-nagrada-urucena-Danici-Vukicevic                                               |